# Pizzo Redorta
Le Pizzo Redorta est une montagne qui s’élève à 3 038 m d’altitude dans les Alpes bergamasques, en Italie.